# Institut national des sciences et techniques nucléaires
L'Institut national des sciences et techniques nucléaires ou INSTN est une école de spécialisation dans l'énergie nucléaire et les technologies de la santé. Il s'agit d'un établissement d’enseignement supérieur et organisme national de formation. Son statut est celui d’établissement public administratif (article D. 741-12 du code de l'éducation). Son administration a été confiée au Commissariat à l’énergie atomique et aux énergies alternatives (CEA) depuis sa création en 1956. L’INSTN est placée sous la tutelle conjointe des ministres chargés de l'industrie, de l'énergie et de l'enseignement supérieur.
Depuis sa création, l’INSTN accompagne le développement scientifique et industriel en délivrant des enseignements et des formations de haute spécificité, à tous les niveaux de qualification post-baccalauréat, de l’opérateur au chercheur en passant par l’ingénieur. Ces enseignements portent sur les sciences et les techniques mises en œuvre dans les domaines des énergies bas carbone - le nucléaire depuis 1956 et plus récemment les renouvelables - et du nucléaire pour la santé.
L’INSTN est organisé en unités d'enseignement implantées sur cinq sites en France : 
- Saclay (Essonne), où se situe le siège, sur le centre CEA Paris-Saclay
- Cadarache (Bouches-du-Rhône), accolée au centre CEA de Cadarache
- Cherbourg (Manche)
- Grenoble (Isère), sur le centre CEA Grenoble
- Marcoule (Gard), accolé au centre CEA de Marcoule

L'INSTN est l'unique institut à proposer de telles formations[pas clair] en France et le seul établissement français affilié à l'Organisation des Nations unies par l'AEIA.

## Histoire
L’INSTN a été créé en 1956 à l'initiative de Georges Guille, à l'époque où la France se lance dans un vaste programme nucléaire civil et militaire. La vocation de l’INSTN est de former des ingénieurs et chercheurs dans des disciplines scientifiques et technologiques de pointe jusqu’alors non dispensées par les universités et écoles d’ingénieurs.

## Une mission principale: la formation
L’INSTN a pour mission d’organiser, piloter et réaliser des formations (en français et en anglais) en soutien au CEA et à la filière nucléaire française, notamment. Des formations diplômantes pour les étudiants aux formations professionnelles continues pour les salariés du secteur de l’énergie, l’INSTN couvre un large spectre de formations professionnalisantes et certifiantes qui répondent aux besoins de ses clients.

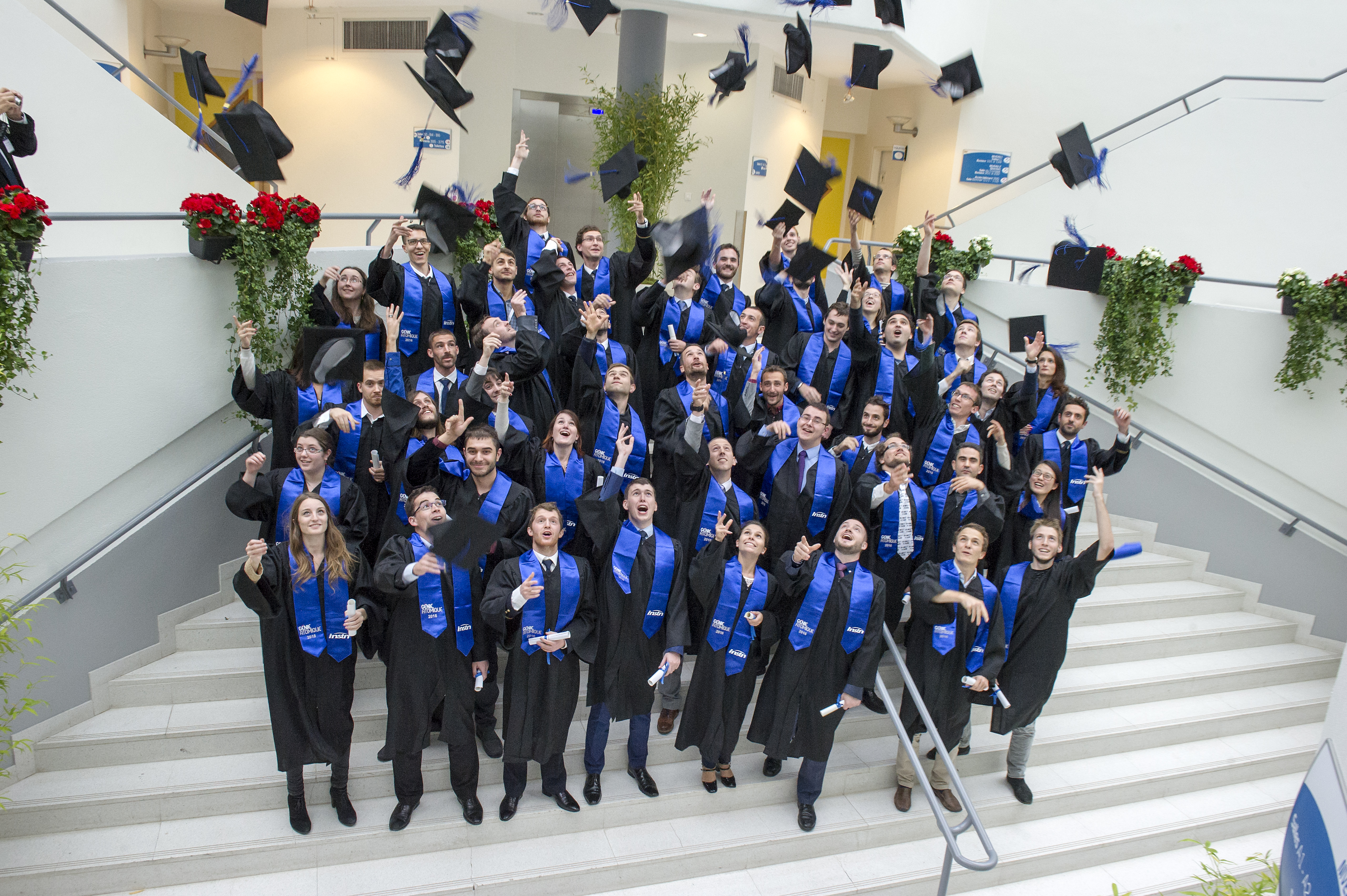
Remise des diplômes des étudiants en Génie atomique, Unité d'enseignement de Saclay (UES). © L.Godart/CEA

En formation diplômante, l’INSTN délivre des diplômes de type master et spécialisations (ingénieurs), des diplômes d’enseignement supérieur de niveau licence et des diplômes de niveau post-Bac. L’école est impliquée par collaboration ou partenariat dans la réalisation de plus de 30 masters et de nombreux autres diplômes.
L’INSTN a la responsabilité de quatre diplômes et titres en propre :
- le diplôme d’ingénieur spécialisé en Génie atomique (GA) ;
- le diplôme de Qualification en physique radiologique et médicale (DQPRM) ;
- le BTS Contrôle des rayonnements ionisants et applications des techniques de protection (CRIATP), remplacé en septembre 2021 par la Licence CRIATP ;
- le Certificat professionnel de technicien en radioprotection (CPTR).

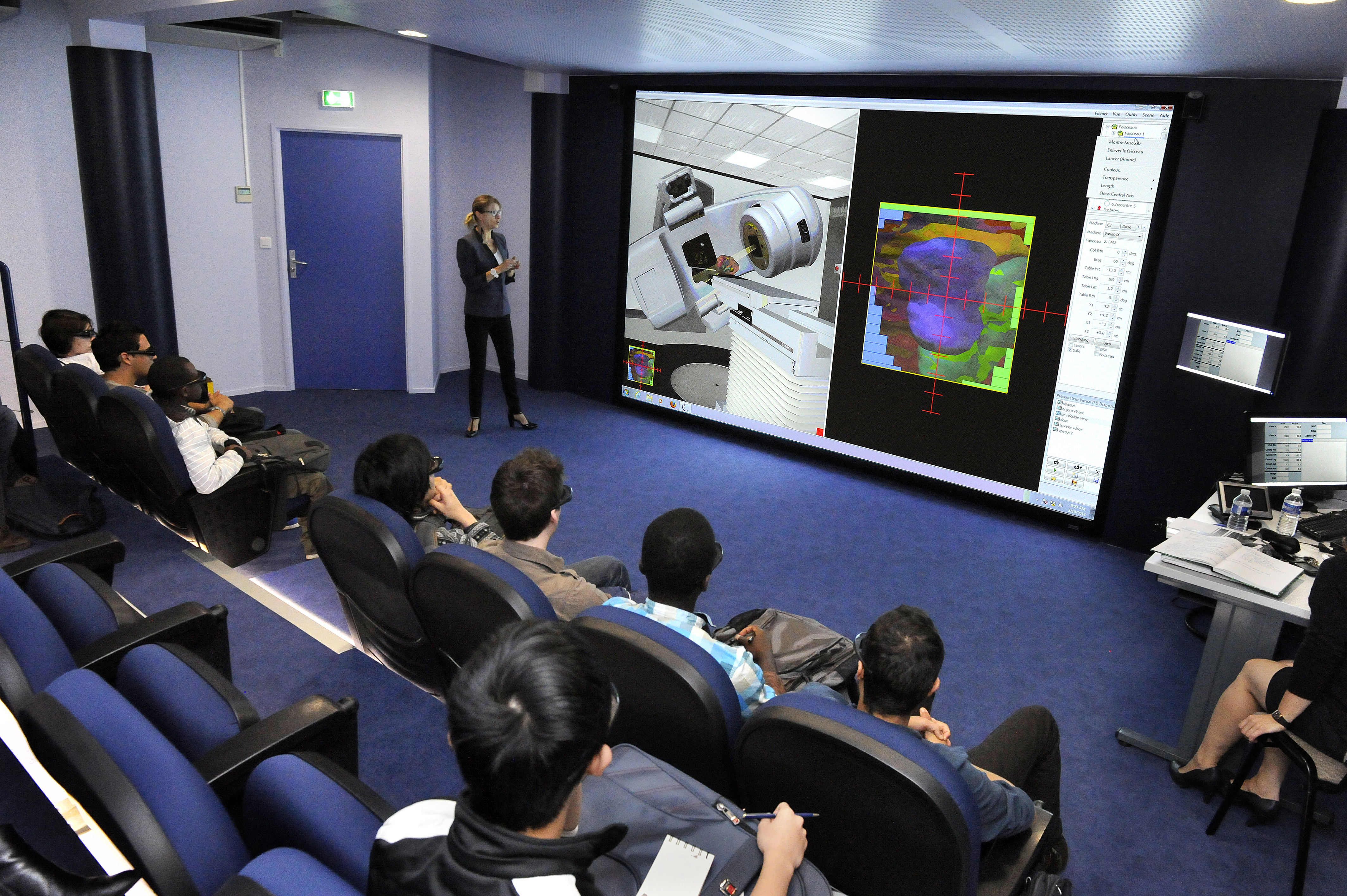
Salle immersive Vert, Unité d'enseignement de Saclay (UES) © L.Godart/CEA

En formation professionnelle continue, grâce à ses nombreuses années d’expérience ainsi qu’à ses liens étroits avec les laboratoires du CEA et des partenaires de haut niveau, l’INSTN maîtrise un grand nombre de domaines de compétences et d’expertise qui intéressent notamment les acteurs industriels, de la recherche et du monde académique (EDF, Orano, Assystem, CEA, etc.) sur les thématiques suivantes :
- Nucléaire pour l'industrie
- Technologies de la santé
- Nouvelles technologies de l'énergie

Afin de répondre aux différents besoins des professionnels qui opèrent dans le secteur de l’énergie, l’INSTN élargit le spectre de ses formations à la radioprotection, à la gestion et la sûreté des installations nucléaires, à l’imagerie médicale, aux énergies alternatives, aux matériaux, aux nanotechnologies et enfin à la gestion et au management des projets complexes. Certaines formations, indispensables à la pratique d’une activité professionnelle, délivrent des certificats d’aptitude ; c’est par exemple le cas pour celui de « personne compétente en radioprotection » (PCR).
L’INSTN réalise également des formations sur mesure, soit en transposant une formation de son catalogue à une cible spécifique soit en répondant à un cahier des charges particulier.
Enfin, l’école administre l’ensemble des doctorants du CEA et les prépare à leur entrée dans la vie professionnelle via le Service Formation par la recherche et emploi scientifique (SFRES).

## Outils pédagogiques et équipements: une transition numérique accélérée

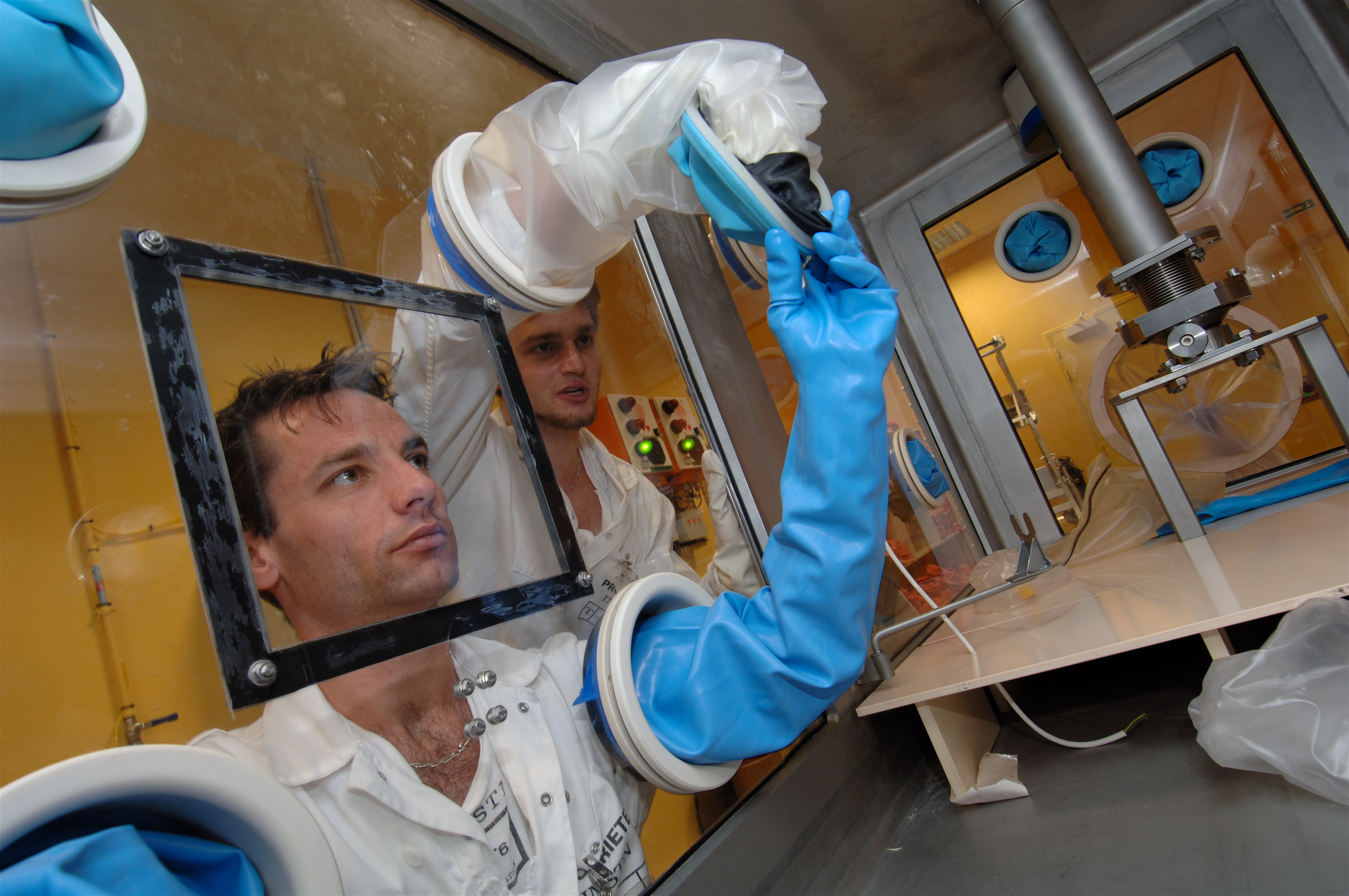
Boîte à gants, Unité d'enseignement de Cherbourg (UECO)© L. Godart/CEA

l’INSTN a une plateforme de formation en ligne, Instart Learning.

## Relations entreprises

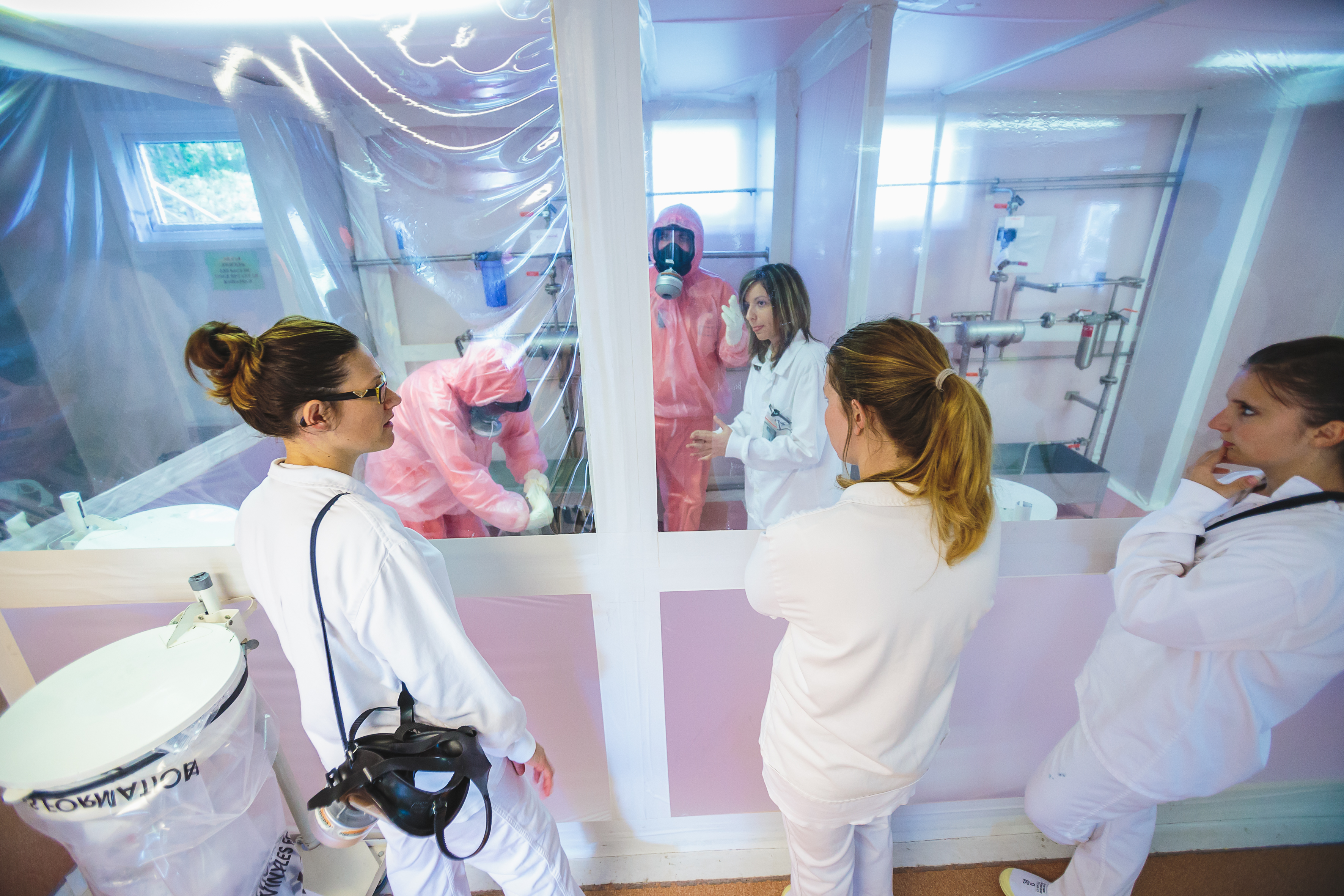
Chantier-école de l'Unité d'enseignement de Marcoule (UEM)© S. Le-Couster/CEA

Plusieurs types d’accord ont été signés en France et à l’étranger :
- Des accords de coopération (avec SCK-CEN par exemple, centre de recherche belge, ou Tecnatom, entreprise espagnole...) où l’objet est de développer ensemble l’offre de formation initiale et/ou continue ;
- Des accords commerciaux et de développement (Assystem, Nuvia, Apave, FANR - Federal Authority for Nuclear Regulation aux Émirats arabes unis) visant à associer les développements respectifs de l’INSTN et des partenaires ;
- Des accords de capacité (IRSN, Corys, Oxand Academy, …) pour unir les ressources formatrices des deux partenaires par exemple ;
- Des accords politiques et stratégiques qui peuvent être liés au contexte CEA (NSAN, Rosatom, Comena/Algérie, CNESTEN/Maroc...).

## Relations académiques
L’INSTN a mené des actions de formation en collaboration avec des centres de formation d’apprentis (CFA) et des écoles et universités en France et à l’international. En 2016 et 2017, des accords de partenariat ont été signés avec l’ENSTA ParisTech, le centre de recherche belge SCK.CEN dans le domaine de l’énergie nucléaire, l’Université internationale Abulcasis des sciences de la santé au Maroc (UIASS), dans le secteur du nucléaire de santé, l'Université polytechnique de Madrid pour un double-diplôme du Génie atomique et le MEPhI (National Research Nuclear University) en Russie.

## À l'étranger

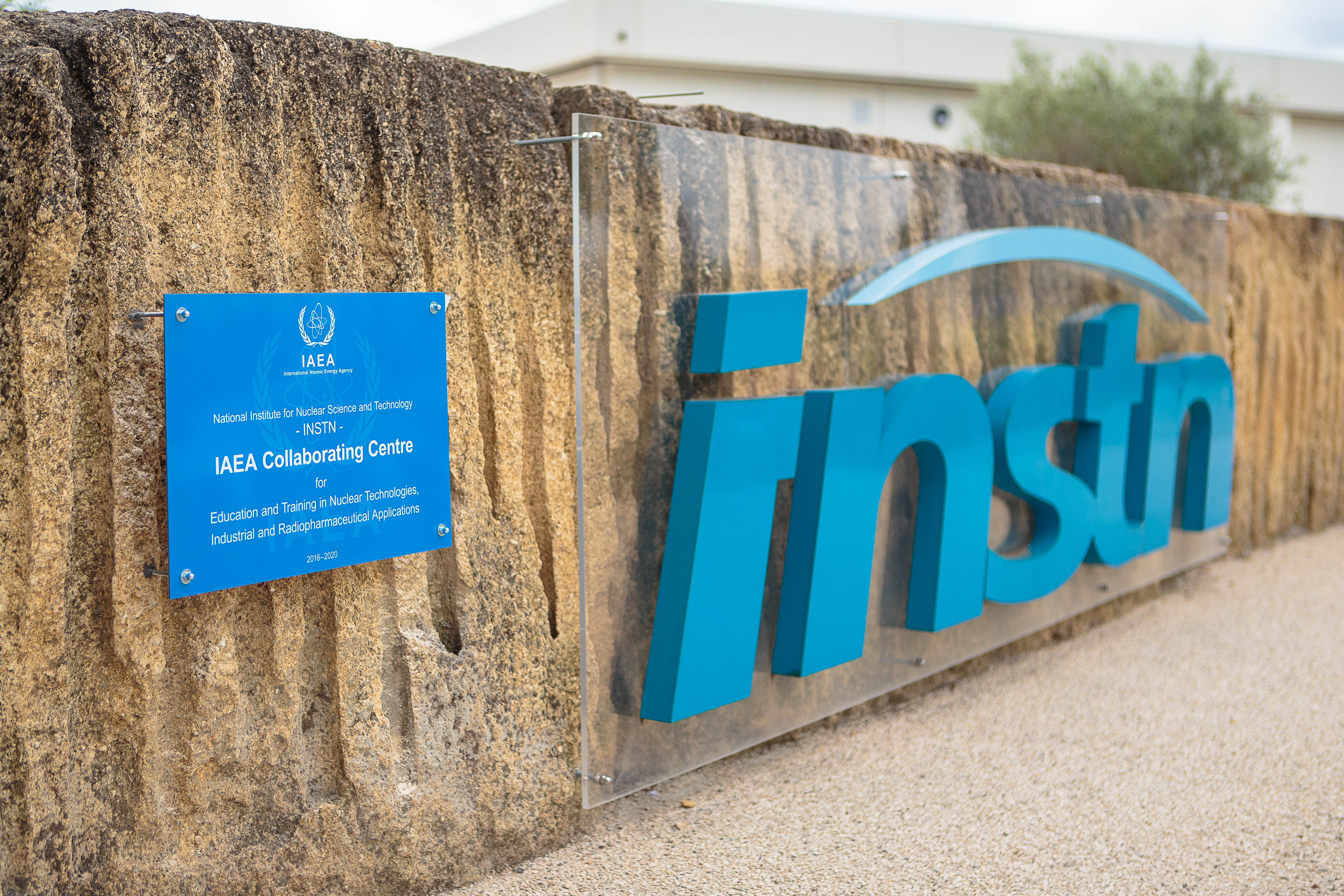
Plaque "Collaborating Centre" de l'AIEA© S. Le-Couster/CEA

Membre fondateur de l’association European Nuclear Education Network (ENEN), l’INSTN est également depuis 2016 Collaborating Centre de l’Agence internationale de l’énergie atomique (AIEA). Durant la première période de quatre ans (2016-2020), le périmètre d'action portait sur l’enseignement et la formation en sciences et applications nucléaires. L’INSTN a été à ce titre le premier partenaire de l’AIEA en France et en Europe dans ces domaines. Un nouvel accord de quatre ans (2021-2025) a étendu ce périmètre aux domaines de l’énergie, et de la sûreté et la sécurité nucléaires.

## Pour approfondir